# Daniel Nicol Dunlop
Daniel Nicol Dunlop, mest bara D.N. Dunlop, född 28 december 1868 i Kilmarnock i Skottland, död 30 maj 1935 i London, var en skotsk entreprenör, teosof och antroposof.

## Liv och verk

### I näringslivet
Efter erfarenhet från maskinfabriker och elektroindustrikoncernen Westinghouse var Dunlop från 1911 organisatör och förste direktör för en sammanslutning av brittiska elektriska tillverkare, BEAMA, som existerar ännu idag. 1924 organiserade han World Power Conference (idag World Energy Council). Vid dess första möte i juli 1924 utsågs Dunlop till ordförande.

### Som teosof
Efter att ha lämnat hemmet och runt 1886 fått arbete i Glasgow började Dunlop studera böcker om ockultism och filosofi. 1887 träffade han poeten George William Russell och en livslång vänskap utvecklades. Efter att ha flyttat till Dublin 1889 blev han aktiv i Teosofiska Samfundet. Tillsammans med Russell och W.B. Yeats deltog han även i hermetiska sällskapets möten. 1892-1897 var han utgivare och redaktör för tidskriften "The Irish Theosophist".

### Som antroposof
Dunlop såg Rudolf Steiner för första gången runt 1905 då Steiner fortfarande var generalsekreterare för den tyska sektionen av Teosofiska Samfundet. 1920 gick han med i Antroposofiska Sällskapet och skapade under dess paraply den antroposofiska Human Rights Group, som han ledde. På hans initiativ arrangerades även antroposofiska sommarskolor i England 1923 och 1924. Efter att ha träffat Rudolf Steiner personligen uttryckte de båda sin nära andliga släktskap och respekt för varandra. 1928 organiserade Dunlop den första och enda antroposofiska världskonferensen, och 1929 valdes han till generalsekreterare för antroposofiska sällskapet i Storbritannien. 
När konflikter och maktkamper inom allmänna antroposofiska sällskapet ledde till dess splittring i april 1935 utvisades Dunlop tillsammans med ett antal andra ledande antroposofer. Han dog kort därefter av en blindtarmsinflammation.

### Fotnoter
1. ↑  flera författare, Dictionary of Irish Biography, Royal Irish Academy, id-nummer i Dictionary of Irish Biography: 009602, läs online.[källa från Wikidata]
2. ↑  Bibliothèque nationale de France, BnF Catalogue général : öppen dataplattform, id-nummer i Frankrikes nationalbiblioteks katalog: 130806288, läst: 10 oktober 2015.[källa från Wikidata]
3. ↑  ”Historia om BEAMA 1911”. Arkiverad från originalet den 28 september 2007. https://web.archive.org/web/20070928161149/https://www.beama.org.uk/history/default.asp?cp=3&id=1911. Läst 7 juli 2023.
4. ↑  ”WEC's History”. Arkiverad från originalet den 30 april 2007. https://web.archive.org/web/20070430211927/https://www.worldenergy.org/wec-geis/wec_info/history/history.asp. Läst 7 juli 2023.
5. ↑  Rudolf Steiner in Britain by Crispian Villeneuve. Temple Lodge Press 2009